# Rivière à Patrick
Ne doit pas être confondu avec Rivière Patrick.
Pour les articles homonymes, voir Patrick.
La rivière à Patrick est un affluent de la rivière des Aigles , coulant dans le territoire non organisé de Passes-Dangereuses, dans la municipalité régionale de comté (MRC) de Maria-Chapdelaine, dans la région administrative du Saguenay-Lac-Saint-Jean, au Québec, au Canada. Le cours de cette rivière coule entièrement dans la zec des Passes ; il traverse les cantons de Tanguay et de Petit.
La foresterie constitue la principale activité économique du secteur ; les activités récréotouristiques, en second.
Quelques routes forestières secondaires desservent la vallée de la rivière à Patrick, surtout pour les besoins de la foresterie et des activités récréotouristiques,,.
La surface de la rivière à Patrick habituellement gelée de la fin novembre au début avril, toutefois la circulation sécuritaire sur la glace se fait généralement de la mi-décembre à la fin mars.

## Géographie
Les principaux bassins versants voisins de la rivière à Patrick sont :
- côté Nord : rivière Patrick Ouest, rivière Doucet, Petite rivière Péribonka, ruisseau Marguerite, crique aux Chiens, crique François, crique Louise ;
- côté Est : rivière des Épinettes Noires, lac aux Grandes Pointes, rivière du Nord, rivière Alex, rivière Péribonka ;
- côté Sud : rivière des Aigles, rivière Manigouche, rivière Alex, rivière Épiphane, Petite rivière Péribonka, rivière Péribonka ;
- côté Ouest : rivière Mistassibi, Petite rivière Péribonka, rivière Perron[1].

La rivière à Patrick prend sa source à l’embouchure du lac Patrick (longueur :
2,6 km ; altitude : 276 m). Ce lac encastré entre les montagnes est bordé par une haute falaise du côté Nord-Est et Sud-Ouest. Cette source de la rivière est située à :
- 14,0 km au Nord-Est du cours de la Petite rivière Péribonka ;
- 8,5 km à l’Ouest du Lac aux Grandes Pointes lequel est traversé vers le Sud par la rivière Alex ;
- 4,9 km au Nord-Est de l’embouchure de la rivière à Patrick (confluence avec la rivière des Aigles) ;
- 19,8 km au Nord-Ouest de l’embouchure de la rivière des Aigles (confluence avec la rivière Alex).

À partir de sa source (lac Patrick), située dans la zec des Passes, entre le cours de la rivière Alex (situé du côté Est) et le cours de la Petite rivière Péribonka, le cours de la rivière à Patrick descend sur 7,3 km entièrement en zones forestières dans une vallée entourée de montagnes, selon les segments suivants :
- 2,8 km vers le Sud-Ouest, notamment en traversant sur 2,0 km le lac aux Bleuets Secs (longueur : 3,2 km ; altitude : 266 m) jusqu’au premier barrage à son embouchure. Note : La rivière Patrick Ouest se déverse sur la rive Nord-Ouest du Lac aux Bleuets Sec ;
- 1,2 km vers le Sud-Ouest jusqu’à la décharge du lac Martel (venant du Nord-Ouest) ;
- 3,3 km vers le Sud-Ouest, en formant une boucle vers le Sud, jusqu'à l'embouchure de la rivière[1].

L'embouchure de la rivière à Patrick se déverse sur la rive Ouest de la rivière des Aigles. Cette confluence est située à :
- 9,3 km au Nord-Est du cours de la Petite rivière Péribonka ;
- 11,4 km au Sud-Ouest du Lac aux Grandes Pointes (traversé vers le Sud par la rivière Alex) ;
- 4,9 km au Nord-Est de l’embouchure de l’embouchure de la rivière à Patrick (confluent avec la rivière des Aigles) ;
- 19,8 km au Nord-Est de l’embouchure de la rivière des Aigles (confluent avec la rivière Alex) ;
- 32,5 km au Nord de l’embouchure de la rivière Alex (confluence avec la rivière Péribonka) ;
- 48,1 km au Nord-Est de l’embouchure de la rivière Péribonka (confluence avec le lac Saint-Jean) ;
- 58,0 km au Nord-Ouest de l’embouchure du lac Saint-Jean (confluence avec la Grande Décharge) ;
- 66,6 km au Nord du centre-ville d’Alma[1].

À partir de l’embouchure de la rivière à Patrick, le courant descend le cours de la rivière des Aigles, la rivière Alex, puis la rivière Péribonka d’abord vers le Nord-Ouest, puis vers le Sud-Ouest. À l’embouchure de cette dernière, le courant traverse le lac Saint-Jean vers l’Est, puis emprunte le cours de la rivière Saguenay vers l’Est jusqu'à la hauteur de Tadoussac où il conflue avec le fleuve Saint-Laurent.

## Toponymie
Le terme « Patrick » constitue un prénom.
Le toponyme « rivière à Patrick » a été officialisé le 5 décembre 1968 à la Banque des noms de lieux de la Commission de toponymie du Québec.